# = (Album)
= ist das fünfte Studioalbum des britischen Popsängers Ed Sheeran aus dem Jahr 2021.

## Hintergrund
Die Erstveröffentlichung von = erfolgte am 29. Oktober 2021 durch das Musiklabel Atlantic Records. Das Original setzt sich aus 14 Aufnahmen zusammen. Die Lieder wurden alle von Sheeran selbst geschrieben und komponiert, der dabei von weiteren Koautoren unterstützt wurde.

## Titelliste
1. Tides – 3:15
2. Shivers – 3:27
3. First Times – 3:05
4. Bad Habits – 3:51
5. Overpass Graffiti – 3:56
6. The Joker and the Queen – 3:05
7. Leave Your Life – 3:43
8. Collide – 3:30
9. 2step – 2:33
10. Stop the Rain – 3:23
11. Love in Slow Motion – 3:10
12. Visiting Hours – 3:35
13. Sandman – 4:19
14. Be Right Now – 3:31

## Rezeption
Michelle-Marie Aumann, Kritikerin bei laut.de, schrieb zum Album: „[...] Wenn man sich allerdings nach einer knapp 50-minütigen Beschallung im Spiegel betrachtet und das Gefühl hat, Philipp Amthor schaut zurück - dann ist irgendetwas falsch mit der Musik.“

## Kommerzieller Erfolg

### Chartplatzierungen
| ChartsChartplatzierungen       | Höchstplatzierung | Wochen |
| ------------------------------ | ----------------- | ------ |
| Deutschland (GfK)              | 1 (66 Wo.)        | 66     |
| Österreich (Ö3)                | 1 (74 Wo.)        | 74     |
| Schweiz (IFPI)                 | 1 (72 Wo.)        | 72     |
| Vereinigte Staaten (Billboard) | 1 (137 Wo.)       | 137    |
| Vereinigtes Königreich (OCC)   | 1 (154 Wo.)       | 154    |

| ChartsJahrescharts (2021)    | Platzierung |
| ---------------------------- | ----------- |
| Deutschland (GfK)            | 11          |
| Österreich (Ö3)              | 6           |
| Schweiz (IFPI)               | 4           |
| Vereinigtes Königreich (OCC) | 2           |

| ChartsJahrescharts (2022)      | Platzierung |
| ------------------------------ | ----------- |
| Deutschland (GfK)              | 8           |
| Österreich (Ö3)                | 4           |
| Schweiz (IFPI)                 | 8           |
| Vereinigte Staaten (Billboard) | 15          |
| Vereinigtes Königreich (OCC)   | 2           |

| ChartsJahrescharts (2023)      | Platzierung |
| ------------------------------ | ----------- |
| Vereinigte Staaten (Billboard) | 72          |
| Vereinigtes Königreich (OCC)   | 19          |

| ChartsJahrescharts (2024)    | Platzierung |
| ---------------------------- | ----------- |
| Vereinigtes Königreich (OCC) | 81          |

### Auszeichnungen für Musikverkäufe
| Land/Region                  | Auszeichnungen für Musikverkäufe (Land/Region, Auszeichnung, Verkäufe) | Verkäufe  |
| ---------------------------- | ---------------------------------------------------------------------- | --------- |
| Australien (ARIA)            | Platin                                                                 | 70.000    |
| Brasilien (PMB)              | Platin                                                                 | 40.000    |
| Dänemark (IFPI)              | 3× Platin                                                              | 60.000    |
| Deutschland (BVMI)           | Platin                                                                 | 200.000   |
| Finnland (IFPI)              | 2× Platin                                                              | 40.000    |
| Frankreich (SNEP)            | 3× Platin                                                              | 300.000   |
| Italien (FIMI)               | 2× Platin                                                              | 100.000   |
| Kanada (MC)                  | 4× Platin                                                              | 320.000   |
| Neuseeland (RMNZ)            | 4× Platin                                                              | 60.000    |
| Österreich (IFPI)            | 2× Platin                                                              | 30.000    |
| Polen (ZPAV)                 | 2× Platin                                                              | 40.000    |
| Portugal (AFP)               | Gold                                                                   | 7.500     |
| Schweiz (IFPI)               | Platin                                                                 | 20.000    |
| Singapur (RIAS)              | Gold                                                                   | 5.000     |
| Spanien (Promusicae)         | Gold                                                                   | 20.000    |
| Vereinigte Staaten (RIAA)    | Platin                                                                 | 1.000.000 |
| Vereinigtes Königreich (BPI) | 4× Platin                                                              | 1.200.000 |
| Insgesamt                    | 3× Gold · 31× Platin ·                                                 | 3.512.500 |

Hauptartikel: Ed Sheeran/Auszeichnungen für Musikverkäufe